# Pavel Rostovcev
Pavel Aleksandrovič Rostovcev (in russo Павел Александрович Ростовцев?; traslitterazione anglosassone Pavel Aleksandrovich Rostovtsev; Gus'-Chrustal'nyj, 21 settembre 1971) è un ex biatleta russo.

## Biografia
Originario di Krasnojarsk, ha iniziato a praticare biathlon a livello agonistico nel 1985. In Coppa del Mondo ha esordito nel 1996 nell'individuale di Osrblie (9°), ha conquistato il primo podio il 1º dicembre dello stesso anno nell'inseguimento di Lillehammer (2°) e la prima vittoria il 21 dicembre 1997 nella staffetta di Kontiolahti. In classifica generale arrivò 2° nel 2001-2002, dietro a Raphaël Poirée, 4° nel 1999-2000 e nel 2000-2001 e 6° nel 1998-1999
In carriera ha partecipato a due edizioni dei Giochi olimpici invernali, Salt Lake City 2002 (6° in individuale, 6° in sprint, 5° in inseguimento, 4° in staffetta) e Torino 2006 (13° in individuale, 2° in staffetta con Ivan Čerezov, Sergej Čepikov e Nikolaj Kruglov, dietro alla Germania); ai Mondiali ha vinto tre medaglie d'oro e sei d'argento, dominando a Oslo/Lahti 2000 con quattro medaglie.

## Palmarès

### Olimpiadi
- 1 medaglia:
  - 1 argento (staffetta[1] a Torino 2006)

### Mondiali
- 9 medaglie:
  - 3 ori (staffetta[1] a Oslo/Lahti 2000; sprint[1], inseguimento[1] a Pokljuka 2001)
  - 6 argenti (staffetta[1] a Kontiolahti 1999; sprint[1], inseguimento[1], partenza in linea[1] a Oslo/Lahti 2000; staffetta[1] a Chanty-Mansijsk 2003; staffetta[1] a Hochfilzen/Chanty-Mansijsk 2005)

### Coppa del Mondo
- Miglior piazzamento in classifica generale: 2º nel 2002
- Vincitore della Coppa del Mondo di individuale nel 1999
- 38 podi (20 individuali, 18 a squadre[2]), oltre a quelli conquistati in sede olimpica e iridata e validi anche ai fini della Coppa del Mondo:
  - 10 vittorie (5 individuali, 5 a squadre)
  - 16 secondi posti (9 individuali, 7 a squadre)
  - 12 terzi posti (6 individuali, 6 a squadre)

#### Coppa del Mondo - vittorie
| Data             | Località    | Nazione     | Specialità                                                |
| ---------------- | ----------- | ----------- | --------------------------------------------------------- |
| 21 dicembre 1997 | Kontiolahti | Finlandia   | RL (con Sergej Rožkov, Vladimir Dračëv e Sergej Tarasov)  |
| 16 dicembre 1998 | Osrblie     | Slovacchia  | IN                                                        |
| 28 febbraio 1999 | Lake Placid | Stati Uniti | RL (con Viktor Majgurov, Vladimir Dračëv e Sergej Rožkov) |
| 23 gennaio 2000  | Anterselva  | Italia      | RL (con Viktor Majgurov, Sergej Rožkov e Vladimir Dračëv) |
| 13 dicembre 2001 | Pokljuka    | Slovenia    | IN                                                        |
| 9 gennaio 2002   | Oberhof     | Germania    | SP                                                        |
| 11 gennaio 2002  | Oberhof     | Germania    | PU                                                        |
| 10 marzo 2002    | Östersund   | Svezia      | PU                                                        |
| 20 dicembre 2002 | Osrblie     | Slovacchia  | RL (con Viktor Majgurov, Sergej Rožkov e Sergej Čepikov)  |
| 11 gennaio 2003  | Oberhof     | Germania    | RL (con Viktor Majgurov, Sergej Rožkov e Sergej Čepikov)  |

Legenda:

IN = individuale

SP = sprint

PU = inseguimento

RL = staffetta